# 柏林 (內華達州奈縣)
柏林（英語：Berlin）是位於美國內華達州奈縣的鬼鎮。

## 歷史
柏林的郵局於1900年設立，其後於1918年停運。

## 地理
柏林所處的海拔為高於海平面2059米（即6756英呎），而該地所採用的時區為UTC-8，即太平洋时区（PST）。同時該地設有夏令時間，為UTC-8調快一小時，即UTC-7（PDT）。